# Миндорска свиня
Миндорската свиня (Sus oliveri) е вид бозайник от семейство Свиневи (Suidae). Видът е застрашен от изчезване.

## Разпространение и местообитание
Разпространен е във Филипините.